# Tommy Douglas
Thomas Clement "Tommy" Douglas, CC (Falkirk, Escócia, 20 de outubro de 1904 – Ottawa, Canadá, 24 de fevereiro de 1986) foi um pastor batista de origem escocesa que virou um proeminente político social-democrata no Canadá. Como sétimo primeiro-ministro da província de Saskatchewan de 1944 a 1961, pelo partido Co-operative Commonwealth Federation (CCF), liderou o primeiro governo socialista da América do Norte e introduziu o modelo de saúde pública universal no Canadá. Quando o CFC se uniu ao sindicato Canadian Labour Congress para formar o Novo Partido Democrático (New Democratic Party - NDP), Douglas foi escolhido como líder do novo partido a nível federal, posto em que serviu por dez anos, até 1971. Ele é lembrado por sua sagacidade e oratória, através da qual expressou seu idealismo, exemplificado pela fábula da Mouseland.
Em 2004, Tommy Douglas foi eleito o maior canadense de todos os tempos numa competição organizada pela emissora de televisão Canadian Broadcasting Corporation. Sua candidatura foi defendida pelo repórter da CBC George Stroumboulopoulos. Em 2006, esta mesma emissora levou ao ar a minissérie Gigante da Planície: A História de Tommy Douglas, feita em sua homenagem.

## Vida pessoal
Tommy Douglas nasceu em Falkirk, na Escócia, em 1904. Em 1910 sua família emigrou para o Canadá, fixando-se em Winnipeg. Pouco antes de deixar a Escócia, Douglas caiu e machucou seu joelho. Ele teve osteomielite e passou por uma série de cirurgias na Escócia numa tentativa de se curar da doença. Mais tarde, em Winnipeg, a osteomielite deflagrou-se de novo e Douglas foi internado em um hospital. Os médicos avisaram a seus pais que sua perna teria que ser amputada. Felizmente, um renomado cirurgião ortopédico interessou-se no caso e concordou em tratar o jovem de graça se seus pais permitissem que estudantes de medicina observassem o tratamento. Após várias cirurgias, a perna de Douglas foi salva. Esta experiência o convenceu da necessidade de implantar um sistema de saúde acessível a todos de graça. "Nenhum garoto deve confiar sua perna ou sua vida à capacidade de seus pais em arrecadar dinheiro suficiente para trazer um médico de primeira classe a seu leito", disse Douglas em uma entrevista vários anos mais tarde.
Durante a Primeira Guerra Mundial, a família de Douglas retornou para Glasgow. Eles voltaram para Winnipeg em 1919, a tempo para que Douglas testemunhasse a Greve Geral de Winnipeg. Do telhado de sua casa na Avenida Principal (atual Rota 52), ele testemunhou o enfrentamento da polícia com os grevistas, com porretes e armas de fogo, e um bonde sendo derrubado e incendiado. Ele também viu a Real Polícia Montada do Canadá atirar e matar um dos trabalhadores.
Aos quinze anos de idade, Douglas de início a uma carreira amadora no boxe. Em 1917, ele treinava na One Big Union Gym, lutando em estilos que também incluíam a luta greco-romana. Pesando 61 quilogramas, Douglas competiu pelo título de peso-leve de Manitoba em 1922. Após uma luta de seis rounds ele venceu o título, quebrando o nariz, alguns dentes, a mão e o polegar. Ele manteria o título no ano seguinte.
Em 1930, Douglas se casou com Irma Dempsey, então estudante de música na Universidade de Brandon. Eles tiveram uma filha, a atriz Shirley Douglas, e mais tarde adotaram uma menina chamada Joan, que virou enfermeira. É avô do também ator Kiefer Sutherland.

## Educação
Tommy Douglas iniciou o ensino fundamental em Winnipeg. Ele graduou-se no ensino fundamental após retornar de Glasgow em 1914, entrando no ensino médio onde, dentre outras coisas, estudou elocução. Enquanto seu pai lutava como um soldado mal remunerado na Primeira Guerra, Douglas complementava a renda familiar com uma série de empregos de meio período. Ele trabalhou em uma barbearia, lavando os bigodes dos clientes, e largou a escola aos treze anos de idade após conseguir um bom salário numa fábrica de cortiça. O dono ofereceu pagar a escola noturna de Douglas para que ele pudesse aprender a falar português e espanhol, idiomas que lhe permitiriam tornar-se um comprador de cortiça. Entretanto, sua família retornou para Winnipeg quando a guerra acabou e Douglas entrou no comércio de impressão. Ele serviu um estágio de cinco anos e trabalhou como operador de linótipo e, finalmente, conseguiu ter a carteira assinada, mas decidiu voltar para a escola para dar continuidade a seu sonho de se tornar um pastor ordenado. 

### Universidade de Brandon Canadá
Em 1924, aos 19 anos de idade, Douglas se matriculou na Universidade de Brandon, uma escola batista ligada à McMaster University, para terminar o ensino médio e estudar teologia. Durante seus seis anos na Universidade, ele foi influenciado pelo movimento do gospel social, que combinava os princípios cristãos com a reforma social. Professores de esquerda de Brandon encorajavam os alunos a questionar suas crenças religiosas fundamentalistas. O cristianismo, sugeriam, estava tão preocupado com a busca da justiça social quanto com a luta pela salvação individual. Douglas se inscreveu num curso sobre socialismo em Brandon e estudou filosofia grega. Ele foi o melhor aluno de sua classe durante três anos, e mais tarde competiu pela liderança com um estudante recém chegado chamado Stanley Knowles. Ambos se tornariam pastores e proeminentes políticos de esquerda. Douglas era extremamente ativo em atividades extracurriculares. Dentre outras coisas, foi campeão do time de debates, escreveu para o jornal da escola e foi presidente do corpo estudantil em seu último ano em Brandon.
Douglas financiou sua educação em Brandon realizando cultos em igrejas rurais aos domingos, atividade pela qual recebia 15 dólares por semana. A escassez de sacerdotes ordenados forçava as congregações menores a empregar pastores aprendizes. Douglas relatou mais tarde que ele pregava, em seus sermões, a reforma social e a ajuda aos mais pobres. "[A] Bíblia é como um contrabaixo: você pode tocar quase toda canção que quiser nela", afirmou. Ele acrescentou que seu interesse nas questões sociais e econômicas o levou a pregar sobre "a construção de uma sociedade e a construção de instituições que melhorassem a humanidade". Ele também ganhava dinheiro fazendo monólogos divertidos e recitações de poesia em jantares da igreja e reuniões dos frequentadores do culto, por cinco dólares cada apresentação. Durante seu segundo e terceiro anos em Brandon, ele começou a dar sermões numa igreja presbiteriana de Carberry, Manitoba. Lá, conheceu a filha de um fazendeiro chamada Irma Dempsey, com quem iria se casar mais tarde.

### Tese de mestrado em eugenia
Douglas formou-se na Universidade de Brandon em 1930, e completou seu mestrado em sociologia na Universidade McMaster em 1933. Sua tese, intitulada "The Problems of the Subnormal Family" (em português:  "Os Problemas da Família Subnormal"), apoiava a eugenia. A tese propunha um sistema no qual os casais que estavam querendo se casar tinham de ser certificados como mentalmente e moralmente aptos. Aqueles considerados "subnormais" por causa de baixa inteligência, frouxidão moral ou doença venérea seriam enviados a campos do estado, enquanto aqueles considerados mentalmente deficientes ou doentes incuráveis seriam esterilizados.
Douglas raramente fazia menções a sua tese de mestrado no final de sua vida e seu governo nunca elaborou políticas eugênicas, apesar de que duas análises oficiais do sistema de saúde mental de Saskatchewan recomendaram tal programa quando ele tornou-se primeiro-ministro e ministro da saúde. Naquela época, muitas pessoas passaram a questionar a eugenia após a Alemanha Nazista ter abraçado-a para criar uma "raça superior". Ao invés disso, Douglas implementou um programa de formação profissional para deficientes mentais e de terapia para aqueles que sofrem de transtornos mentais (Deve-se notar que duas províncias canadenses, Alberta e Columbia Britânica, tinham legislações eugênicas que impunham a esterilização forçada. A lei de Alberta foi aprovada em 1928 e revogada somente em 1972, enquanto a da Colúmbia Britânica foi promulgada em 1933).

### Pesquisa de doutorado em Chicago
No verão de 1931, Douglas continuou seus estudos em sociologia na Universidade de Chicago. Ele nunca concluiu sua tese de doutorado, mas ficou profundamente perturbado por sua pesquisa de campo nos "campos de vagabundos" da era da Grande Depressão, onde cerca de 75 mil sem-tetos se abrigavam em cabanas, saindo de dia para mendigar ou roubar. Douglas entrevistou pessoas que pertenceram à classe média estadunidense – bancários, advogados e médicos que perderam tudo com a crise de 1929. "Havia poucas cozinhas oferecendo refeições, mantidas pelo Exército de Salvação e igrejas", disse anos mais tarde. "Na primeira meia-hora, eles comiam tudo. Depois disso, não havia nada... Era impossível descrever o desespero". Douglas estava igualmente perturbado com o fato de que os membros do Partido Socialista ficavam sentados citando Marx e Lênin, à espera de uma revolução, ao invés de ajudar os necessitados. "Essa experiência me azedou com os absolutistas", disse Douglas. "Eu não tenho paciência com pessoas que querem se sentar e conversar sobre um projeto para a sociedade e não fazer nada sobre isso".

## Do púlpito à política
Dois meses após se formar na Universidade de Brandon, Douglas se casou com Irma Dempsey e os dois se mudaram para a pequena cidade de Weyburn, Saskatchewan, onde ele se tornou um pastor ordenado na Igreja da Cavalaria Batista. Irma tinha apenas 19 anos, enquanto Douglas tinha 25. Com o início da Grande Depressão, Douglas se tornou um ativista social em Weyburn, se filiando ao então recém criado CCF. Em 1935, ele foi eleito para a Câmara dos Comuns do Canadá.
Após a eclosão da Segunda Guerra Mundial, Douglas se alistou nas Forças Armadas. Ele se ofereceu para servir no exterior e estava num destacamento com destino à infantaria dos Granadeiros de Winnipeg quando um exame médico revelou seu antigo problema na perna. Douglas permaneceu no Canadá, enquanto os Granadeiros partiram para Hong Kong. Entretanto, se ele tivesse acompanhado o regimento, teria participado da batalha em que grande parte de seus membros foram mortos e capturados em dezembro de 1941.

### Primeiro-ministro de Saskatchewan
Apesar de ser membro do Parlamento federal, e não da Assembleia Legislativa, Douglas foi eleito líder do CCF na província de Saskatchewan em 1942, mas não renunciou ao posto na Câmara dos Comuns até 1 de junho de 1944. Douglas liderou o CCF na vitoriosa eleição provincial de 15 de junho de 1944. O partido obteve 47 dos 53 assentos na Assembleia Legislativa de Saskatchewan, formando o primeiro governo socialista não só do Canadá, mas de toda América do Norte.
Douglas e o CCF venceriam cinco eleições consecutivas na província de Saskatchewan, o que faria com que seu governo durasse até 1961. As ações mais inovadoras de seu governo ocorreram durante seu primeiro mandato, tais quais:
- a criação da estatal do setor de energia elétrica Saskatchewan Power Corp., que deu início a um vasto programa de eletrificação rural em propriedades e vilas isoladas;

- a criação da Saskatchewan Government Insurance, primeira companhia estatal de seguro de automóveis do Canadá;

- a criação de um grande número de empresas estatais, muitas das quais passaram a competir espaço no mercado com o setor privado;

- a legislação que permitia a sindicalização de funcionários públicos;

- um programa que oferecia atendimento médico gratuito a todos os cidadãos — o primeiro do Canadá;

- a aprovação da Carta de Direitos de Saskatchewan, legislação inovadora que protegia os direitos fundamentais do indivíduo contra violações não só por parte do governo mas também de pessoas e instituições privadas influentes (A Carta dos Direitos de Saskatchewan precedeu a adoção da Declaração Universal dos Direitos Humanos pela Organização das Nações Unidas em 18 meses).

O primeiro-ministro Douglas foi o primeiro chefe de governo no Canadá a clamar pela adoção de uma carta de direitos constitucionais. Ele o fez em uma conferência na Cidade de Quebec em janeiro de 1950. À ocasião, nenhum dos presentes apoiou a iniciativa dele. Dez anos depois, o primeiro-ministro da província de Quebec, Jean Lesage, se uniu aos esforços de Douglas durante uma conferência de primeiros-ministros em julho de 1960. A ideia de Douglas e Lesage acabou se materializando na Carta Canadense dos Direitos e das Liberdades, promulgada em 17 de abril de 1982.
Graças à economia em expansão do período pós-guerra e da gestão prudente das finanças da província pelo tesoureiro Clarence Fines, o governo Douglas pagou lentamente a imensa dívida pública deixada pelo governo liberal anterior, criando um superávit nas finanças públicas. Juntamente com uma promessa feita pelo governo federal em 1959 de dar mais dinheiro para o sistema de saúde, isto pavimentou o caminho para a realização mais notável de Douglas, a introdução de uma legislação de tratamento médico universal em 1961.

#### Medicare
A principal preocupação de Douglas foi a criação do sistema público de saúde, o Medicare. No verão de 1962, Saskatchewan se tornou o centro de um batalha entre o governo provincial, o establishment médico e os médicos da província, que promoveram uma greve. Eles acreditavam que seus interesses não estavam sendo correspondidos e temiam uma perda significante de sua renda e a interferência do governo no serviço médico, apesar de Douglas concordar que seu governo pagaria a taxa de serviço cobrada por eles. O establishment médico afirmava que Douglas iria importar médicos para implementar seu plano, usando imagens racistas para assustar a população. Eles também argumentavam que os planos privados ou estatais cobriam até 63% da população antes da introdução do Medicare.
Douglas é considerado o pai do Medicare e levou sua experiência até o governo federal. Assim sendo, em 1961 ele se aposentou de seu cargo como primeiro-ministro de Saskatchewan, entregando-o a Woodrow Lloyd, e tomou a direção nacional do Novo Partido Democrático.
O plano de saúde, em Saskatchewan, foi lançado por Lloyd em 1962. O sucesso do plano de saúde público da província não se perdeu ao ser ampliado para todo o Canadá. Outro político de Saskatchewan, o primeiro-ministro do Canadá John George Diefenbaker, decretou em 1958 que qualquer província que introduzisse um plano hospitalar receberia 50 centavos de dólar do governo federal. Em 1962, Diefenbaker nomeou Emmett Hall—também da província—, um notável jurista e membro da Suprema Corte, para chefiar uma comissão real sobre o sistema de saúde nacional—a Royal Commission on Health Services. Em 1964, Hall recomendou a adoção nacional do modelo de Saskatchewan de plano de saúde pública. Em 1966, o governo Liberal de Lester B. Pearson, que contava com o apoio do NDP para governar, criou o programa, com o governo federal pagando 50% dos custos e as províncias pagando a outra metade. Assim sendo, a adoção do Medicare no Canadá acabou sendo devido ao trabalho de três homens com ideias politicamente diferentes: Tommy Douglas, John Diefenbaker and Lester Pearson.